# Чемпионат мира по тяжёлой атлетике 1903
Чемпионат мира по тяжёлой атлетике 1903 года — 4-й чемпионат мира, который прошёл 1 — 3 октября 1903 года в Париже (Франция) в театре «Фоли-Бержер». В первенстве приняли участие 18 атлетов из 5 стран.
Атлеты выступали без взвешивания, без разделения на профессионалов и любителей, но присуждение мест производилось раздельно. Программа чемпионата состояла из 11 упражнений. Снаряды — шаровые штанги, бульдоги и весовые гири. Победитель определялся по суммарному взятому весу.
Чемпионом мира среди профессионалов стал французский атлет П. Бонн, второе место у российского спортсмена Сергея Елисеева. У любителей первенствовал швейцарский атлет Ф. Ланкоурд.

## Медальный зачёт
(Жирным выделено самое большое количество медалей в своей категории)
| Место | Страна    | Золото | Серебро | Бронза | Всего |
| ----- | --------- | ------ | ------- | ------ | ----- |
| 1     | Швейцария | 1      | 0       | 1      | 2     |
| 2     | Франция   | 1      | 0       | 0      | 1     |
| 3     | Германия  | 0      | 1       | 0      | 1     |
| 3     | Россия    | 0      | 1       | 0      | 1     |
| 4     | Бельгия   | 0      | 0       | 1      | 1     |
| Всего | Всего     | 2      | 2       | 2      | 6     |

## Результаты чемпионата

### Профессионалы
| Место | Спортсмен      | Страна    | Сумма в 11-ти упражнениях (кг) |
| ----- | -------------- | --------- | ------------------------------ |
| 1     | П. Бонн        | Франция   | 842,7                          |
| 2     | Сергей Елисеев | Россия    | 797,6                          |
| 3     | Эмиль Дериац   | Швейцария | 797,2                          |

### Любители
| Место | Спортсмен         | Страна    | Сумма в 11-ти упражнениях (кг) |
| ----- | ----------------- | --------- | ------------------------------ |
| 1     | Ф. Ланкоурд       | Швейцария | 552,5                          |
| 2     | Генрих Шнайдерайт | Германия  | 543,5                          |
| 3     | Г. Эмпейн         | Бельгия   | 536,0                          |

## Источник
- Тяжёлая атлетика. Справочник (редакторы А. Алексеев, С. Бердышев). — М., «Советский спорт», 2006. ISBN 5-9718-0131-7

## Ссылка
- Статистика Международной федерации тяжёлой атлетики